# Вейнегем
Вейнегем (на нидерландски: Wijnegem) е селище в Северна Белгия, провинция Антверпен. Населението му е около 14 600 души (2006).
Във Вейнегем се намира един от шестте шлюза на канала Албер.